# Ясеновка (Хмельницкая область)
Ясеновка (укр. Ясенівка) — село в Ярмолинецком районе Хмельницкой области Украины.
Население по переписи 2001 года составляло 837 человек. Почтовый индекс — 32150. Телефонный код — 3853. Занимает площадь 2,87 км². Код КОАТУУ — 6825889601.

## Местный совет
32150, Хмельницкая обл., Ярмолинецкий р-н, с. Ясеновка